# Решковце
Решковце (пол. Reszkowce) — село в Польщі, у гміні Домброва-Білостоцька Сокульського повіту Підляського воєводства.
Населення — 287 осіб (2011).
У 1975-1998 роках село належало до Білостоцького воєводства.

## Демографія
Демографічна структура станом на 31 березня 2011 року:
|          | Загалом | Допрацездатний вік | Працездатний вік | Постпрацездатний вік |
| -------- | ------- | ------------------ | ---------------- | -------------------- |
| Чоловіки | 149     | 29                 | 91               | 29                   |
| Жінки    | 138     | 35                 | 51               | 52                   |
| Разом    | 287     | 64                 | 142              | 81                   |